# 応仁記
『応仁記』（おうにんき）は、室町時代の軍記である。足利将軍家や畠山氏、斯波氏の家督争いなどから発展した「応仁の乱」を描いた軍記物語。全3巻で、各種の諸系統本がある。『太平記』の影響を受け、漢字片仮名交じり文。作者未詳。成立年は15世紀末から16世紀中ごろと諸説ある。

## 内容
室町時代末期の応仁元年（1467年）から始まった応仁の乱を、梁の宝誌和尚作と伝えられている『野馬台詩』末六句に予言された「修羅闘諍」の世界に当てはめて描いたもので、西軍の大将山名持豊（山名宗全）が「猿」（申年生まれであるため）、東軍の大将細川勝元が「犬」（戌年生まれであるため）と「猿犬称英雄」（猿犬、英雄と称す）の句になぞらえることができる。
その上で、乱の原因と洛中の合戦の様子が作者の自らの解釈を交えながら描写される。乱による荒廃した都、その哀惜や悲嘆、乱の原因から戦闘場面に移る克明な描写、最後は「都鄙遠境共ニ修羅道トゾ成ニケル」で終わる。このようなことから、この応仁の乱を熟知し何らかの関与をしていた人物で武家の戦乱の無意味さを嘆いた出家した僧か公家が作者ではないかとも思われる。儒教的色彩も濃い。同書に収録された飯尾常房の歌「汝や知る 都は野辺の 夕雲雀 あがるを見ても 落つる涙は」も、戦乱で荒廃した京都の有様を嘆いた作品として知られている。
しかし、文明9年（1477年）まで10年余りに続いた乱の全てを記しているわけでなく、勃発から6年後の文明5年（1473年）の「猿犬」両将の勝元と宗全の死までである（両者の死の前後から細川・山名両氏で和睦交渉が進んでおり、両者の死の翌年には和睦が成立している）。また、『一巻本応仁記』で「創作」された8代将軍足利義政の正室日野富子が息子の足利義尚の庇護を宗全に依頼した書状は、富子が乱の元凶であったとする説を現在にまで流布させる要因となった。

## 関連作品
- 応仁記 （ウォーゲーム日本史）